# Župnija Vrtojba
Župnija Vrtojba je rimskokatoliška teritorialna župnija dekanije Šempeter škofije Koper.

## Sakralni objekti
- župnijska cerkev Srca Jezusovega